# Friidrottsrekord i häck- och hinderlöpningsgrenar
För att ett resultat skall kunna räknas som världsrekord måste resultatet ha uppnåtts i en officiell tävling enligt IAAF:s regelverk och ha uppmätts med av förbundet godkänd utrustning. Idrottaren som presterat resultatet samt ytterligare minst två deltagare, eller vid stafetter ytterligare minst ett lag, i tävlingen där resultatet uppnåtts måste vara licensierade hos ett friidrottsförbund anslutet till IAAF. Tävlingsgrenen måste vara renodlat en dam- eller herrtävling; resultat från mixade tävlingar godtas inte (med undantag för landsvägsgrenar). För att rekordet skall ratificeras måste idrottaren ha genomgått ett dopingtest vid tävlingens slut. Vid stafetter gäller att samtliga löpare i laget skall ha dopingtestats. I löpgrenar kan rekord sättas på kortare distanser än tävlingssträckan om uppmätta mellantider underskrider eller tangerar gällande rekord för respektive distanser. Dessa tider kan dock endast godkännas om hela tävlingsloppet slutförs. Rekord kan också sättas i respektive gren vid tävling i mångkamp. Däremot kan inte resultatet på någon delsträcka i ett stafettlopp räknas som världsrekord. Ytterligare regler, till exempel högsta tillåtna vindstyrkor, gäller för en del grenar. 

## Korta häcklopp
Häcklopp utomhus har alltid 10 häckar. För de kortare häckloppen är det meningen att det skall vara 3 steg (dvs 4 fotisättningar) mellan varje häck. Avståndet mellan häckarna och delvis längden på loppet anpassas då efter löparnas förutsättningar, deras ungefärliga steglängd. Därför springer damer 100 meter och herrar 110 meter utomhus. Inomhus är det fem häckar och normaldistansen är 60 meter för både herrar och damer, men i ungdomstävlingar och vid utrymmesbrist förekommer även 50-meterslopp.
För att ett resultat skall kunna godkännas som världsrekord på de korta häckdistanserna gäller förutom de förutsättningar som anges i artikelinledningen att:
- Tidtagningen vid tävlingen måste ha skett med helautomatisk mätutrustning.
- Den genomsnittliga vinden de första 13 sekunderna efter startskottet får inte överstiga 2,0 sekundmeter medvind.
- Från 1 januari 2009 måste automatisk reaktionstidsmätning i startblocken användas för att rekord skall räknas.

De korta häckdistanserna är 50 och 60 meter inomhus, varav det senare är mästerskapsdistans, och 110 meter för herrar respektive 100 meter för damer utomhus. Eftersom herrarna löper längre än damerna utomhus och använder högre häckar utgör resultatet 13 sekunder en drömgräns för såväl herrar som damer. Av de tio herrar som klarat tiden var Renaldo Nehemiah först 1981. Bland damer är tiden idag vardagsmat för världseliten (underskreds av 35 damer 2010), men klarades för första gången av Chi Cheng 1970.

## 400 meter häck
För att ett resultat skall kunna godkännas som världsrekord på 400 m häck gäller förutom de förutsättningar som anges i artikelinledningen att:
- Tidtagningen vid tävlingen måste ha skett med helautomatisk mätutrustning.
- Från 1 januari 2009 måste automatisk reaktionstidsmätning i startblocken användas för att rekord skall räknas.

Det första officiella världsrekordet på 400 m häck sattes av amerikanen Charles Bacon 1908 och löd på 55 sekunder blankt. Nästan 50 år senare blev hans landsman Glenn Davis den förste att springa under 50 sekunder. Det mest långlivade världsrekordet på distansen hade Glenn Harding vars 50,6 från 1934 stod sig i 19 år. En av drömgränserna på distansen var för damer 53 sekunder. Den första som klarade den tiden var sovjetiskan Marina Stepanova när hon 36 år gammal sprang på 52,94. Det rekordet stod sig i sex år och är därmed det mest varaktiga världsrekordet på distansen.

## 3 000 meter hinder
Hinderloppen har fyra hinder plus ett hinder med vattengrav per varv. På 3 000 meter hinder är det cirka sju och ett halvt varv, det varierar lite beroende på om vattengraven ligger innanför eller utanför banan. Löparna ska passera 28 normala hinder och 7 vattengravar.
För att ett resultat skall kunna godkännas som världsrekord på 3 000 meter hinder gäller förutom de förutsättningar som anges i artikelinledningen att:
- Resultatet måste ha mätts upp med helautomatisk mätutrustning eller av officiella tidtagare.

Den yppersta världseliten bland herrar kan springa distansen på under åtta minuter. Först att lyckas med det var Moses Kiptanui 1995, och till och med 2010 har åtta löpare, samtliga uppvuxna i Afrika, klarat den prestationen. Det mest varaktiga världsrekordet på distansen var Henry Ronos rekord från 1978 som stod sig i elva år.
För damer är 3 000 meter hinder en förhållandevis ny distans. Det första officiella världsrekordet noterades av Yelena Motalova 1999. Sedan dess har världsrekordet förbättrats med nästan en minut och 2008 blev Gulnara Galkina den första att springa distansen på under nio minuter.